# Du, o Gud, är livets källa
Du, o Gud, är livets källa är en psalmtext skriven 1936 av Anders Frostenson med musik skriven 1731 i Nürnberg. Texten bearbetades 1981. Texten är upphovsrättsligt skyddad till 2076.

## Publicerad i
- 1937 års psalmbok som nr 535 under rubriken ""Ungdom".
- Psalmer för bruk vid krigsmakten 1961 som nr 535 verserna 1-2 och 4.
- Den svenska psalmboken 1986 som nr 586 under rubriken "Efterföljd -helgelse".
- Psalmer och Sånger 1987 som nr 672 under rubriken "Att leva av tro - Efterföljd - helgelse".[1]